# Mehlis-Bericht
Der Mehlis-Bericht ist ein für den Sicherheitsrat der Vereinten Nationen erstellter Untersuchungsbericht über den Bombenanschlag auf den libanesischen Ex-Ministerpräsidenten Rafik Hariri vom 14. Februar 2005 in Beirut. Aufgrund der Empfehlung des FitzGerald-Berichts beauftragte der Generalsekretär der Vereinten Nationen, Kofi Annan, den Berliner Oberstaatsanwalt Detlev Mehlis am 20. Mai 2005 mit der Untersuchung. Am 20. Oktober 2005 legte Mehlis den ersten Bericht Annan, dem Sicherheitsrat und der libanesischen Regierung vor. 
Ersten Presseberichten zufolge fanden sich Belege, die auf eine Verwicklung syrischer Politiker und Militärs in das Attentat schließen ließen.
Mehlis trat am 15. Dezember 2005 von seinem Posten als Kommissionsleiter zurück; sein Nachfolger wurde der belgische Jurist Serge Brammertz.
Anfang Februar 2006 wurden die deutschen Kommissionsmitglieder von der Bundesregierung zurückgezogen.